# Charles-César d'Amat
Pour les articles homonymes, voir Amat.
Charles-César d'Amat, né le 23 mai 1978 à Paris, est un entrepreneur et investisseur français.
Après une carrière dans l’audiovisuel, il fonde en 2015 un holding d’investissement, le groupe d’Amat.

## Biographie

### Enfance et études
Charles-César d'Amat est le fils du conseiller politique François d’Amat. Son grand-père, Jean-Charles Roman d'Amat, est conservateur à la Bibliothèque nationale de France (BNF). Sa mère, Chantal de Damas, appartient à la famille de Damas.
Il grandit à Versailles (Yvelines), fréquente le lycée Hoche puis poursuit ses études à Saint-Jean-Hulst. Après son passage en classe préparatoire intégrée à l'AFIG, il intègre l'ISG en 2000, dont il obtient un diplôme de niveau bac +5 en 2003.

### Carrière et entrepreneuriat
En 2002, Charles-César d’Amat entre en fonction à M6 Distribution Internationale, puis il rejoint le groupe Lagardère SCA, pour monter la première chaîne de rencontres baptisée "Live 1".
Pour fonder sa propre société de production, il externalise une partie de Lagardère et sera à l'origine de la majeure partie des programmes de Next Régie, une entité du groupe BFMTV.
Après sa carrière dans l'audiovisuel, Charles-César d’Amat se lance dans l'entrepreneuriat et fonde un holding, le groupe d'Amat, qui reprend durant la pandémie de Covid-19 le domaine du Clos Devançon à Gréoux-les-Bains, pour relancer la filière pistache biologique en Provence.
À partir de 2021, Charles-César d’Amat se positionne sur des investissements pour l’écologie, dans des entreprises telles que The Climate Company, accompagné notamment par Michèle Pappalardo, Laurent Husson et le professeur Yves Tourre.
En janvier 2022, Charles-César d’Amat fonde "Impact Business Angel" au sein du groupe SOS de Jean-Marc Borello pour soutenir des projets environnementaux et sociétaux.
Dernièrement, l'homme d'affaires s'est positionné sur des investissements dans Republike, un réseau social décentralisé; et Nolt, une marque de sport spécialisée dans les équipements écoresponsables.

### Vie personnelle
En 2006, avec le soutien du journaliste Éric Revel, Charles-César d’Amat intègre le MEDEF Paris, et fonde l'année suivante l’ancêtre du COMEX 40, pour rassembler et soutenir les entrepreneurs de moins de 40 ans. Son engagement s'est poursuivi par son élection en 2011 au conseil d'administration, auquel il siège encore aujourd’hui.
Sur le plan artistique, il finance et produit un court métrage intitulé Jeanne, réalisé par Fabien Remblier et sorti en 2020.
En juin 2023, il participe personnellement en tant que business angel à la levée express de Jay and Joy, le leader européen de l’alternative vegan au fromage.